# Powiat gubiński

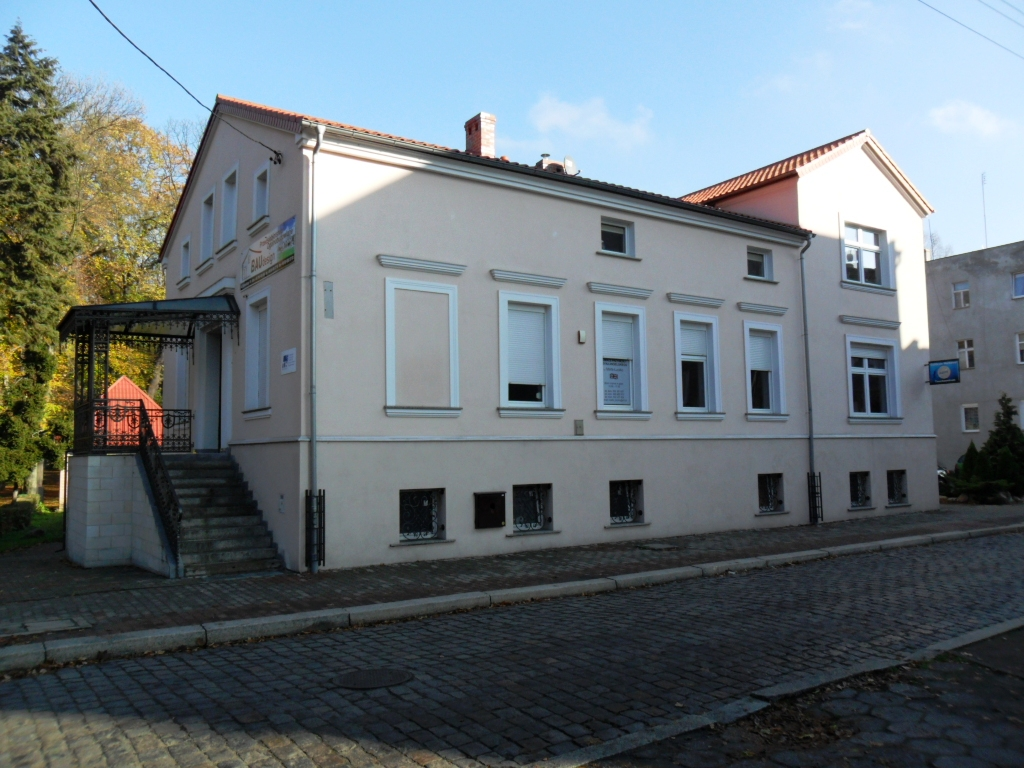
Budynek przy ul. Słowackiego 1a w którym mieściło się starostwo

Powiat gubiński – dawny powiat ze stolicą w Gubinie, istniejący w latach 1945–1961 na terenie obecnego powiatu krośnieńskiego (województwo lubuskie).
Po zakończeniu II wojny światowej na mocy porozumień pomiędzy zwycięskimi mocarstwami, ziemia gubińska została przyłączona do Polski jako część tzw. Ziem Odzyskanych. Uchwałą Rady Ministrów z dnia 7 lipca 1945 roku obszary te zostały przyłączone do województwa poznańskiego. 28 lipca 1945 utworzono powiat gubiński w granicach części dawnego powiatu Guben wchodzących w skład Ziem Odzyskanych.

## Położenie powiatu
Powiat gubiński położony był między 51°47′ a 52°05′ szerokości geograficznej północnej i 14°35′ a 14°58′ długości geograficznej wschodniej. Kształtem przypominał trójkąt, którego północny wierzchołek opierał się o Odrę przy ujściu Nysy Łużyckiej. Zachodnia granica powiatu była zarazem granicę Polski z NRD. Powiat gubiński graniczył z następującymi powiatami: od północy, ze słubickim, od wschodu – z krośnieńskim i od południa z lubskim.
W pierwszych latach po wojnie obszar powiatu wynosił 491 km². W roku 1954 został przekazany do powiatu słubickiego Szydłów. W tym samym roku do powiatu lubskiego przyłączono część obszaru południowo-wschodniej części powiatu gubińskiego. W nowych granicach administracyjnych powiat gubiński liczył 408 km².

## Podział administracyjny
Wykaz gmin powiatu gubińskiego z 8 listopada 1945 podaje następujący skład administracyjny powiatu:
- 2 miasta: Gubin i Przybrzeg (Stadt Fürstenberg an der Oder, obecnie część Eisenhüttenstadt)
- 109 gmin wiejskich (jednostkowych)

Podział ten został wkrótce przekształcony w następujący:
- miasto Gubin
- gromady Chlebowo, Wałowice, Czarnowice, Grabice, Pole i Stargard Gubiński

W związku z reformą administracyjną w 1950 roku, powiat gubiński wszedł w skład nowego woj. zielonogórskiego z dniem 6 lipca 1950 roku.
1 lipca 1952 powiat składał się z 1 miasta, 5 gmin i 57 gromad (dawnych sołectw) w woj. zielonogórskim (liczba gromad w nawiasach):
- miasto Gubin (0)
- gminy Biecz (9), Czarnowice (13), Markosice (15), Pole (10) i Wałowice (10)

29 września 1954 roku w miejsce gmin wprowadzono gromady. Powiat podzielono na miasto Gubin i gromady Biecz, Chlebowo, Czarnowice, Grabice, Mierków, Pole, Stargard Gubiński, Strzegów i Wałowice. 1 października 1954 gromady Biecz i Mierków odeszły do nowo utworzonego powiatu lubskiego. Gromadę Strzegów zniesiono przed 1961.
Powiat został zniesiony z dniem 31 grudnia 1961 roku. Gubin, Chlebowo i Wałowice weszły w skład powiatu krośnieńskiego, pozostałe gromady zostały włączone do powiatu lubskiego.

## Rolnictwo
W roku 1960 ogólna powierzchnia użytkowa gruntów powiatu wynosiła 41117 ha. Procentowy podział na poszczególnych użytkowników przedstawiał się następująco:
- gospodarstwa indywidualne – 32,8%
- państwowe gospodarstwa rolne – 5,2%
- lasy i pozostałe grunty niestanowiące gospodarstw rolnych – 62,0%

Udział procentowy gospodarstw indywidualnych wynosił:
- do 2 ha – 34,1%
- od 2 do 5 ha – 17,3%
- od 5 do 10 ha – 30,2%
- od 10 do 20 ha – 18,4%

Gospodarstwa o powierzchni ponad 100 ha występowały w Chlebowie, Mielnie, Żytowaniu, Wałowicach, Grabkach, Gębicach, Brzozowie, Luboszycach, Węglinach, Kumiałtowicach, Wierzchnie i Starosiedlu.

## Starostowie/przewodniczący Powiatowej Rady Narodowej
- Andrzej Łuszczyński (przybył z Legnicy – nie objął stanowiska)
- Stanisław Ciepluch (przybył z Piły – nie objął stanowiska)
- Czesław Zalewski (przybył z Legnicy – nie objął stanowiska w Gubinie)
- Tadeusz Młodzianowski[9].
- Czesław Kończak (1945–1946)[a]
- Wincenty Wencel (1947–1948)
- Waltrowski (1948)
- Młodzianowski (1949)
- Adamczak (1949–1950)

Przewodniczący Powiatowej Rady Narodowej
- Jan Koleńczuk (co najmniej od 1950 r.)
- Piotr Szczepańczyk (1951 – 3 VII 1954)
- Józef Zarzycki (l VIII 1954 – do zniesienia powiatu w dniu 31 grudnia 1961)

## Próby przywrócenia nazwy
Jako że Gubin – obecnie położony w powiecie krośnieńskim – jest miastem znacznie większym od Krosna Odrzańskiego i ma tradycje pełnienia funkcji siedziby starostwa, w 2015 i 2016 toczyła się debata na temat zmiany nazwy powiatu na powiat krośnieńsko-gubiński mimo że Rada Ministrów wstępnie odrzuciła wniosek.